# Îlet Guinguincoin
L'îlet Guinguincoin est une île située sur la commune de Saint-Georges-de-l'Oyapock, dans le département français de la Guyane.